# Agustín Almodóvar Caballero
Agustín Almodóvar Caballero (Calzada de Calatrava, 1956) és un productor de cinema espanyol.

## Biografia
El 1979 es va llicenciar en Ciències Químiques per la Universitat Complutense de Madrid. El 1980 va obtenir un CAP (Certificat d'Aptitud Pedagògica).
El 1985 va fundar amb el seu germà Pedro Almodóvar la productora cinematogràfica El Deseo, i des de llavors es dedica a la producció i promoció de les pel·lícules de Pedro Almodóvar. També ha produït treballs d'altres cineastes com Álex de la Iglesia, Guillermo del Toro, Isabel Coixet, Dunia Ayaso i Félix Sabroso, Lucrecia Martel i Damián Szifron.
Ha obtingut premis com l'Oscar a Millor Pel·lícula Estrangera, el Globo d'Or a Millor Pel·lícula Estrangera, el premi BAFTA a «millor pel·lícula de parla no anglesa» per Todo sobre mi madre. També el Globus d'Or a «millor pel·lícula estrangera», el Premi del Cinema Europeu a la millor pel·lícula per Hable con ella, entre altres premis.
Actualment és vicepresident de EGEDA (Entitat de Gestió de Drets dels Productors Audiovisuals), que li va concedir la medalla d'honor el 2014, pertany al patronat de la ECAM (Escola de Cinematografia i de l'Audiovisual de la Comunitat de Madrid) i des de 2007 és membre de l'Acadèmia de les Arts i les Ciències Cinematogràfiques. També ha estat envoltat de polèmica, com quan el seu nom va aparèixer als papers de Panamà per la gestió d'una societat off-shore entre 1991 i 1994 i quan el 2008 es va veure embolicat en el frau de Bernard Madoff a trevés de la Sicav Macri Inversiones.

## Obres com a productor

### Cinema
- 1986: Matador, director: Pedro Almodóvar.
- 1987: La ley del deseo, director: Pedro Almodóvar.
- 1988: Mujeres al borde de un ataque de nervios, director: Pedro Almodóvar.
- 1990: ¡Átame!, director: Pedro Almodóvar.
- 1991: Tacones lejanos, director: Pedro Almodóvar.
- 1991: Terra fria, director: Antonio Campos.
- 1992: Acción mutante, director: Álex de la Iglesia.
- 1993: Kika, director: Pedro Almodóvar.
- 1995: Tengo una casa, directora: Mónica Laguna.
- 1995: La flor de mi secreto, director: Pedro Almodóvar.
- 1996: Pasajes, director: Daniel Calparsoro.
- 1997: Carne trémula, director: Pedro Almodóvar.
- 1998: A trabajar, director: Alain Guesnier.
- 1998: Todo sobre mi madre, director: Pedro Almodóvar.
- 2001: La fiebre del loco, director: Andrés Wood.
- 2001: El espinazo del diablo, director: Guillermo del Toro.
- 2001: Hable con ella, director: Pedro Almodóvar.
- 2003: My Life Without Me, directora: Isabel Coixet.
- 2004: Descongélate, directores: Félix Sabroso i Dunia Ayaso.
- 2004: La mala educación, director: Pedro Almodóvar.
- 2005: La vida secreta de les paraules, directora: Isabel Coixet.
- 2006: Volver, director: Pedro Almodóvar.
- 2007: Cobrador. In God we trust, director: Paul Leduc.
- 2008: La mujer rubia, directora: Lucrecia Martel.
- 2009: El patio de mi cárcel, directora: Belén Macías.
- 2010: Los abrazos rotos, director: Pedro Almodóvar.
- 2010: El último verano de La Boyita, directora: Julia Solomonoff.
- 2011: La piel que habito, director: Pedro Almodóvar.
- 2013: Los amantes pasajeros, director: Pedro Almodóvar.
- 2014: Relatos salvajes, director Damián Szifron.
- 2016: Julieta, director: Pedro Almodóvar.
- 2017: Princesa de hielo (curt), director: Pablo Guerrero
- 2017: Zama, directora: Lucrecia Martel
- 2018: El Ángel, director: Luis Ortega
- 2019: Dolor y gloria, director: Pedro Almodóvar

### Documentals
- 2003: Eyengui, dios del sueño, director: José Manuel Novoa.

(productores: El Deseo y Transglobe).
- 2004: César y Zain, director: Lorenzo J. Levene.

(productora: El Deseo).
- 2004 Caravan, mercaderes de la sal, director: Gerardo Olivares.

(productores: El Deseo y Transglobe).
- 2004: Los sin tierra, director: Miguel Barros.

(productores: El Deseo y Produce +).
- 2008: Historias de las montañas de la bruma, director: Larry Levene.

(productores El Deseo y Levinver).
- 2009: El señor de Sipán, director: José Manuel Novoa.

(productora: El Deseo).
- 2010: José y Pilar, director: Miguel Gonçalves Mendes.

(productores: El Deseo, Jumpcut y O2 Cinema).
- 2012: The Labeque way, director: Félix Cábez.

(productores: El Deseo y Roswell Producciones).
- 2013: Con la pata quebrada, director: Diego Galán.

(productores: Enrique Cerezo PC y El Deseo).

## Premis
Medalles del Cercle d'Escriptors Cinematogràfics
| Any  | Categoria         | Pel·lícula     | Resultat  |
| ---- | ----------------- | -------------- | --------- |
| 2019 | Millor pel·lícula | Dolor y gloria | Guanyador |